# Xian de Gyirong
Le xian de Gyirong ou Kyirong (tibétain : སྐྱིད་རོང་རྫོང或སྐྱིད་གྲོང་རྫོང, Wylie : skyid (g)rong rdzong, pinyin tibétain : Gyirong Zong ; chinois simplifié : 吉隆县 ; pinyin : Jílóng Xiàn) est un district administratif de la région autonome du Tibet en Chine. Il est placé sous la juridiction de la Ville-préfecture de Shigatsé (ou Xigazê).

## Démographie
La population du district était de 11 506 habitants en 1999.

## Exode de 1959
Claude B. Levenson décrit un embranchement partant vers Kyirong comme une des plus courtes routes vers le Népal empruntées par les Tibétains lors de l'exode de 1959.
En 1959, le Jowo de Kyirong, une statue en bois de santal du VIIIe siècle, a été apporté par Lhakpa en Inde via le Népal pour la mettre à l'abri. Elle se trouve depuis 1967 dans la résidence du dalaï-lama.